# Isola di Matilda
L'isola di Matilda (in russo: Остров Матильды, ostrov Matil'dy) è un'isola russa nell'Oceano Artico che fa parte dell'arcipelago della Terra di Francesco Giuseppe.

## Geografia
L'isola di Matilda si trova nella parte centrale della Terra di Francesco Giuseppe; ha una forma ovale con una lunghezza massima minore di 1 km. È un'isola rocciosa bassa, libera dalla morsa del ghiaccio.
Dista circa 1,2 km dalle coste dell'isola di Alger.

## Isole adiacenti
- Isola di Alger (остров Алджер, ostrov Aldžer), a nord-est.
- Isola di McClintock (Остров Мак-Клинтока, ostrov Mak-Klintoka), a sud-est.
- Isola di Brady (Остров Брейди, ostrov Brejdi), a sud-ovest.